# アムステルダムのダムとダムラックの眺め (ボイマンス・ヴァン・ベーニンゲン美術館)
『アムステルダムのダムとダムラックの眺め』（アムステルダムのダムとダムラックのながめ、英: View of the Dam and Damrak at Amsterdam）、または『アムステルダムのダムラック』（蘭: Gezicht op het Damrak in Amsterdam、英: The Damrak in Amsterdam）は、 17世紀オランダ絵画黄金時代の画家ヤーコプ・ファン・ロイスダールがキャンバス上に油彩で制作した絵画である。1866年以来、ロッテルダムのボイマンス・ヴァン・ベーニンゲン美術館に所蔵されている。

## 作品
本作と同じ題名の同じ場面を表した作品が2点ある。1点は『アムステルダムのダムとダムラックの眺め』であり、もう1点は『アムステルダムのダムとダムラックの眺め (マウリッツハイス美術館)』である。後者は1999年以来、アムステルダム博物館に長期貸与されている。ロイスダールの作品中、都市景観画は比較的少ない。
ダムの北側を表す前景は人々の集団を描いており、商品が並べられている。ダムの背後には、両側に家並みがあり、貨物船が波止場に停泊しているダムラックがある。右側の建物の背後には旧教会の塔が見える。ダムラックの中央には、パペン橋 (Papenbrug) がある。帆が乾くように船の柱に広げられている。波止場の中央には、2人の男が車輪と車軸の作業をしている。左側の家は、「ビショップ (司教)」と呼ばれ、右側の家は「帆の下」と呼ばれる。画中の人物がロイスダールの手になるのか、それとも人物専門のほかの画家により描き加えられたのかはわからない。そうした共同作業はしばしばあり、本作にもあてはまるのかもしれない。
ボイマンス・ヴァン・ベーニンゲン美術館の本作は縦53.3センチ、横67.2センチであり、画面下部右側に署名がされている。研究者のシーモア・スライヴは、この制作年が記されていない作品は1675年ごろに描かれたと述べている。当時、ロイスダールはアムステルダムの主要な広場であるダム広場に居住していたが、自身のアトリエの窓は広場の反対側に面していたため、窓側から広場を描けたはずはない。
なお、本作の保存状態はよくなく、とりわけ右側の絵具は薄く退色している。しかしながら、作品はロイスダールの制作方法を示しており、帆が描かれる前に、その背後の建物が最初に仕上げられたことが明らかになっている。
この絵画は、2001年のスライヴの総目録で8番目の作品として記述されている (ほかの同題名作は6番と7番)。ボイマンス・ヴァン・ベーニンゲン美術館のコレクションでは目録番号1744とされ、『アムステルダムのダムラック』という題名である。絵画は、研究者ホフステーデ・デ・フロートの1911年の総目録で13番、または13番fである。

## ギャラリー

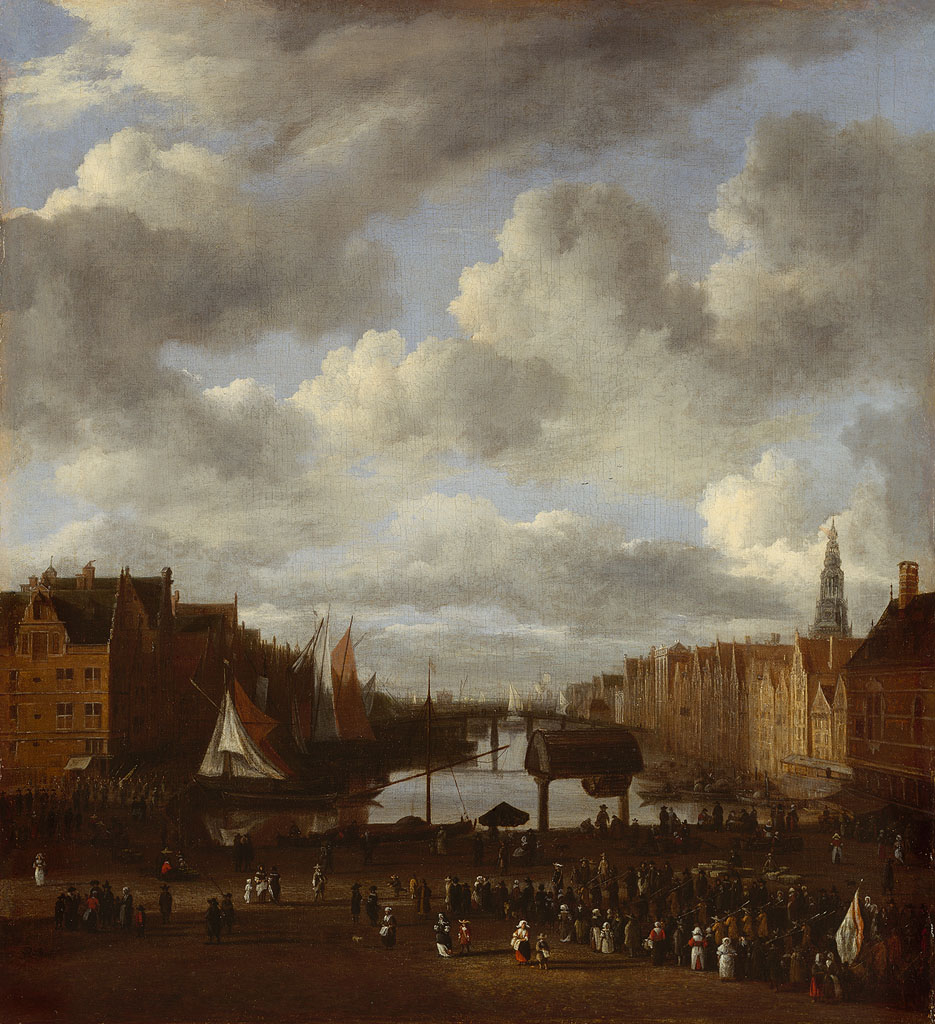
『アムステルダムのダムとダムラックの眺め (マウリッツハイス美術館)』
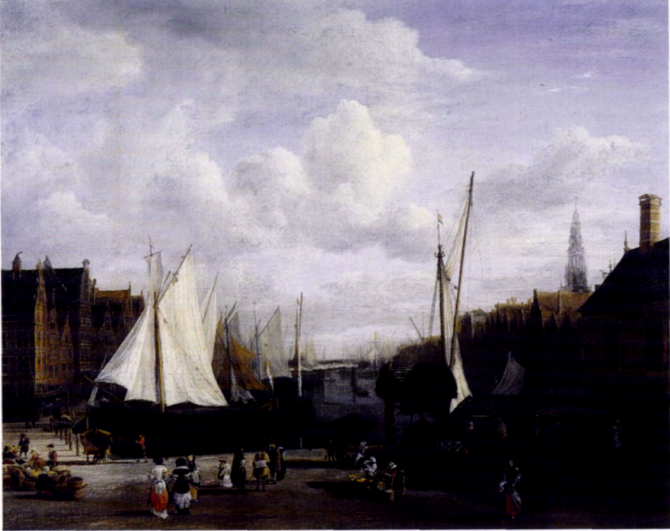
『アムステルダムのダムとダムラックの眺め (フリック・コレクション)』